# Palais du Catete
Le palais du Catete (en portugais : Palácio do Catete) est un bâtiment historique situé dans la ville de Rio de Janeiro au Brésil. Siège de la présidence de la République entre 1897 et 1960, il accueille depuis cette date le musée de la République.
Il a été appelé villa de Largo do Valdetaro (palacete do Largo do Valdetaro) puis palais de Nova Friburgo (palácio de Nova Friburgo). Il est aussi connu sous le nom de palais des Aigles (palácio das Águias).

## Situation
Le palais s'élève dans le quartier de Catete, au 153 rue du Catete, à l'angle avec la rue Silveira-Martins. Autour de lui s'étend le jardin historique qui occupe une surface de 24 000 m2, parallèlement à la rue Silveira-Martins et jusqu'à l'avenue Praia do Flamengo à l'est.

## Histoire

### Une résidence aristocratique
Le Portugais Antônio Clemente Pinto, baron de Nova Friburgo, producteur et négociant de café, banquier et industriel, devenu l'homme le plus riche du Brésil sous l'Empire, acquiert des maisons et leurs parcelles entre 1858 et 1860.
En 1858, la démolition de la maison au numéro 159 marque le début de la construction du palais Nova Friburgo, qui devait être la résidence du baron et de sa famille, conçu par l'architecte allemand Carl Friedrich Gustav Waehneldt. Le jardin est dessiné selon le projet attribué au paysagiste français Auguste François Marie Glaziou.
La construction du palais se termine officiellement en 1866, bien que les travaux de finition se poursuivent pendant une autre décennie. Cependant, le baron et son épouse, Laura Clementina da Silva, ne vivent pas longtemps dans leur nouvelle maison, car ils meurent respectivement en 1869 et 1870. Le palais est ensuite occupé par l'un des fils du couple, Antônio Clemente Pinto Filho, comte de São Clemente.
En 1889, il vend la propriété à un groupe d'investisseurs du Companhia Grande Hotel Internacional, qui envisage de le transformer en hôtel de luxe. Quelques mois plus tard, la República Velha est proclamée. La société fait faillite après la crise de spéculation de l'Encilhamento et ses obligations sont achetées par l'actionnaire majoritaire, et membre du conseil d'administration Francisco de Paula Mayrink, devenu l'unique propriétaire du palais. En 1895, celui-ci hypothèque la propriété comme garantie de crédit à la Banco do Brasil. L'année suivante, cette hypothèque est éteinte par la vente de la propriété au Trésor fédéral, qui l'incorpore dans les actifs de l'Union.

### Siège de la présidence de la République
En 1896, alors que le président Prudente de Moraes, élu en 1894, est suspendu de ses fonctions pour cause de maladie, le vice-président Manuel Vitorino décide d'établir le siège de la présidence de la République au palais de Nova Friburgo. Le palais fait l'objet d'une rénovation générale dirigée par l'ingénieur et urbaniste Aarão Reis. Les principaux changements consistent à transformer les salons privés en espaces de travail. Le jardin est également réaménagé sous la coordination du paysagiste français Paul Villon. Pour le service de la présidence, des écuries, des quartiers pour les fonctionnaires et la garde présidentielle sont construits.
Le bâtiment est officiellement inauguré en tant que siège de la présidence de la République le 24 février 1897, à l'occasion du sixième anniversaire de la première Constitution républicaine.
Le palais du Catete est l'un des premiers bâtiments de la ville à être éclairé à l'électricité. L'énergie provient alors d'une centrale électrique exclusive, construite à proximité, alimentée en charbon par une branche de la ligne de chemin de fer. Par la suite, l'usine est désaffectée et le bâtiment est transformé en garage présidentiel.
Vers 1900, à la place des aigles de fer existant à l'origine au sommet de la façade du bâtiment, sept sculptures allégoriques en bronze sont placées, dont cinq sur la façade extérieure, représentant la République, l'agriculture, le printemps, la justice et l’automne ; et deux à l'intérieur, face au jardin, symbolisant l'hiver et l'été.
En 1910, ces sculptures sont elles-mêmes remplacées par sept harpies en bronze (cinq à l'avant et deux à l'arrière), par Rodolfo Bernardelli, ce qui donne à l'édifice le surnom, quoique incorrect, de « palais des Aigles ».
De l'inauguration en 1897 jusqu'au déménagement de la capitale fédérale en 1960, dix-neuf présidents occupent le palais du Catete, de Manuel Vitorino à Juscelino Kubitschek, en passant par Getúlio Vargas qui y met fin à ses jours en 1954.
La transformation du palais du Catete en musée de la République remonte à la période qui a précédé le déménagement de la capitale fédérale à Brasilia. Dernier président à occuper le palais, Juscelino Kubitschek, est alors convaincu de la nécessité de l'intégrer dans le patrimoine historique national, reconnaissant son importance dans la vie politique et sociale du pays.
En 2005, le musée de la République est devenu responsable de la gestion du palais de Rio Negro à Petrópolis, ancienne résidence d'été des présidents de la République.

## Architecture
Le palais du Catete est un bâtiment de style principalement néoclassique, inspiré des palais de la Renaissance de Venise et de Florence, en Italie, qui, à leur tour, étaient des réinterprétations des bâtiments de l'antiquité romaine. L'utilisation d'éléments d'autres styles architecturaux de nature historiciste en fait également un exemple d'éclectisme, qui se reflète également dans le thème varié des éléments décoratifs de l'espace intérieur.

## Jardin historique
Le jardin historique du musée de la République occupe une superficie de 24 000 m2, Son format d'origine, dont la conception est attribuée au paysagiste français Antoine Glaziou, comportait de grands arbres, un verger et l'allée de palmiers, qui existaient sur le terrain depuis avant son acquisition par le baron de Nova Friburgo.
Le deuxième propriétaire du palais, le conseiller Mayrink, construit un quai pour son yacht à l'arrière du jardin, qui se termine directement dans la baie de Guanabara. Lorsque le palais devient le siège du gouvernement fédéral, cette jetée est réservée à l'usage exclusif de la présidence de la République.
Le projet de 1896 de Paul Villon, réalisé pour la présidence de la République, ajoute de hauts parterres de fleurs, trois ponts rustiques, des bancs sur des rochers artificiels et une grotte artificielle avec une cascade, d'où une rivière artificielle qui alimente deux lacs arrive au jardin. Un ancien pavillon dans le parc est transformé en kiosque à musique pour des spectacles musicaux. Des dépendances sont construites pour les majordomes et les serviteurs de la présidence. Toujours dans le parc, un piquet de cavalerie et des écuries seraient adaptés, près de l'entrée de Praia do Flamengo, à l'endroit où se trouve aujourd'hui le bâtiment de la réserve technique du musée.
Aussi du XIXe siècle est l'ensemble de sculptures allégoriques en bronze de Mathurin de Moreau, représentant l'Afrique, l'Amérique, l'Europe, l'Asie et l'Océanie à travers des enfants qui combattent des animaux typiques de ces continents.
En 1960, avec la création du musée de la République, le jardin est ouvert au public. Pendant la période de fermeture du Palais pour travaux, entre 1984 et 1989, le jardin reçoit diverses activités du Musée de la République, telles que des camps de vacances, des spectacles musicaux et théâtraux et le programme de formation au jardinage pour mineurs.
En 1995, un nouveau projet de paysage est élaboré pour le parc, avec une vaste restructuration de l'ensemble de son réseau électrique et de drainage de l'eau, et un système d'irrigation automatique est mis en place.

## Bibliothèque
Le premier enregistrement de livre remonte au 11 août 1964. À cette époque, la collection de la bibliothèque du musée de la République commence à être constituée d'œuvres transférées de la collection du musée historique national et également par des dons. Entre 1986 et 1988, dans le cadre d'une restructuration administrative, sa collection est mise à jour avec l'acquisition d'ouvrages de référence. Actuellement, la bibliothèque du musée possède dans sa collection des livres, des brochures, des magazines, des journaux, des CD et des DVD. Spécialisée dans l'histoire du Brésil républicain, elle possède également des ouvrages en sciences sociales, bibliothéconomie, archivologie, muséologie, éducation, art et architecture, ainsi que des informations sur la mémoire institutionnelle du musée de la République.